# Helicotylenchus africans
Helicotylenchus africans är en rundmaskart. Helicotylenchus africans ingår i släktet Helicotylenchus och familjen Hoplolaimidae. Inga underarter finns listade i Catalogue of Life.